# Старые Негурены
Старые Негурены (рум. Negurenii Vechi, Негурений-Векь) — село в Унгенском районе Молдавии. Является административным центром коммуны Старые Негурены, включающей также сёла Кошены, Цыгира и Старые Зазулены.

## География
Село расположено на высоте 120 метров над уровнем моря.

## Население
По данным переписи населения 2004 года, в селе Негурений-Векь проживает 675 человек (345 мужчин, 330 женщин).
Этнический состав села:
| Национальность | Число жителей | Процентный состав |
| -------------- | ------------- | ----------------- |
| молдаване      | 658           | 97.48             |
| украинцы       | 8             | 1.19              |
| русские        | 4             | 0.59              |
| румыны         | 2             | 0.3               |
| прочие         | 3             | 0.44              |
| Всего          | 675           | 100 %             |